# American Nightmare (film, 2013)
Pour les articles homonymes, voir American Nightmare et La Purge.
Pour la série télévisée, voir The Purge (série télévisée).
Série American Nightmare
American Nightmare 2: Anarchy
(2014)
Pour plus de détails, voir Fiche technique et Distribution.
American Nightmare ou La Purge au Québec (The Purge) est un film américain réalisé par James DeMonaco, sorti en 2013.
Produit avec un budget de 3 millions de dollars, il devient un succès surprise au box-office, en récoltant un peu plus de 89 millions de dollars dans le monde.
Il a donné naissance à une franchise composée d'une série de films, dont il est le premier volet, et d'une série télévisée. Il est suivi par American Nightmare 2: Anarchy, également écrit et réalisé par James DeMonaco et sorti en 2014.

## Synopsis
Dans un futur proche, les États-Unis renaissent, gouvernés par les Nouveaux Pères Fondateurs. Pour maintenir un faible taux de chômage et de criminalité tout au long de l'année, le gouvernement a mis en place une période annuelle de douze heures consécutives, au cours de laquelle toute activité criminelle est permise. Au cours de cette nuit, officiellement appelée « la Purge », chacun peut évacuer ses émotions négatives en réglant ses comptes, ou plus simplement en s'adonnant à la violence gratuite. Les seules règles s'appliquant à la Purge sont l'interdiction d'attaquer tout membre du gouvernement ayant un niveau d’autorisation supérieur à 10 et la prohibition des armes de classe cinq ou de niveau supérieur comme le matériel explosif tel que les grenades ou les lance-roquettes.
En 2022, à l'aube de la cinquième Purge annuelle, James Sandin, un riche entrepreneur, a parfaitement tiré parti de la situation en développant des systèmes de sécurité domestiques en prévision de la Purge. Père de deux enfants, habitant un quartier huppé et tranquille de Los Angeles, il considère la Purge comme un mal nécessaire, à la différence de sa femme Mary et de son fils Charlie, beaucoup plus réservés à ce sujet. Sa fille Zoey aimerait pouvoir vivre son amour pour Henry, un jeune homme plus âgé qu'elle, que son père lui interdit formellement de voir. Mais alors que la journée s'achève, les préparatifs pour la Purge s'accélèrent. Certains voisins fourbissent leurs armes, d'autres se barricadent, les derniers semblent se préparer à une fête.
Peu après le dîner, la famille Sandin rejoint la pièce de sécurité à partir de laquelle James lance le verrouillage de toutes les portes et fenêtres. Sitôt la maison bouclée, une annonce officielle suivie d'une sirène lugubre lancent le début de la Purge, et bientôt des personnes armées commencent à déambuler dans les rues.
Mais alors que la famille pensait passer une soirée à l'abri du danger, rien ne se passe comme prévu. Le petit ami de Zoey s'est caché dans la maison et désire régler ses comptes avec James. Mais le pire arrive quand Charlie aperçoit grâce aux écrans de surveillance un homme ensanglanté implorant de l'aide et désactive les protections pour l'inviter à rentrer.
Cet homme était la cible d'un groupe de jeunes personnes masquées constitué uniquement de jeunes de bonne famille, qui considère cet homme SDF et les pauvres comme des exutoires idéaux pour la Purge. Ils lancent un ultimatum aux Sandin : ils acceptent de les épargner s'ils leur remettent le SDF. En cas de refus, avec du matériel capable de passer outre aux systèmes de sécurité, ils entreront afin de massacrer tout le monde. Le cauchemar ne fait que commencer pour les Sandin.

## Fiche technique
Sauf indication contraire, les informations mentionnées dans cette section peuvent être confirmées par la base de données cinématographiques IMDb,  présente dans la section « Liens externes ».
- Titre original : The Purge
- Titre français : American Nightmare
- Titre québécois : La Purge
- Réalisation et scénario : James DeMonaco
- Musique : Nathan Whitehead
- Direction artistique : Nicolas Plotquin
- Décors : Karuna Karmarkar
- Costumes : Lisa Norcia
- Photographie : Jacques Jouffret
- Montage : Peter Gvozdas
- Production : Michael Bay, Jason Blum, Andrew Form, Brad Fuller et Sébastien K. Lemercier
- Sociétés de production : Blumhouse Productions, Platinum Dunes et Why Not Productions
- Société de distribution : Universal Pictures
- Budget : 3 millions USD[1]
- Pays de production :  États-Unis
- Langue originale : anglais
- Format : couleur — 2,39:1 — son Dolby Digital / Dolby Surround 7,1 / Dolby Atmos
- Genres : horreur, thriller et science-fiction
- Durée : 85 minutes
- Dates de sortie :
  - États-Unis, Québec : 7 juin 2013
  - France : 7 août 2013
- Classification :
  - Interdit aux moins de 12 ans avec avertissement[2] en France par le CNC
    - Déconseillé aux moins de 16 ans à la télévision

  - 13 + (violence) au Québec par la Régie du cinéma
  - R (Restricted) aux États-Unis par le MPAA

## Distribution
- Ethan Hawke (VF : Jean-Pierre Michaël ; VQ : Jean-François Beaupré) : James Sandin
- Lena Headey (VF : Julie Dumas ; VQ : Camille Cyr-Desmarais) : Mary Sandin
- Adelaide Kane (VF : Jenna Thiam ; VQ : Catherine Brunet) : Zoey Sandin
- Max Burkholder (VF : Tom Trouffier ; VQ : Nicolas Poulin) : Charlie Sandin
- Rhys Wakefield (VF : Julien Allouf ; VQ : Xavier Dolan) : le chef du gang masqué
- Tony Oller (VF : Benjamin Jungers ; VQ : Gabriel Lessard) : Henry
- Edwin Hodge (VF : Daniel Lobé ; VQ : Hugolin Chevrette) : Dante Bishop / l'Étranger
- John Weselcouch (VF : Karim Khali) : l'homme masqué
- Alicia Vela-Bailey (VF : Olivia Nicosia) : la femme masquée
- Arija Bareikis (VF : Marie-Laure Dougnac ; VQ : Viviane Pacal) : Grace Ferrin
- Dana Bunch (VF : Jean-Christophe Lebert) : M. Ferrin
- Chris Mulkey (VF : Patrick Raynal ; VQ : Sylvain Hétu) : M. Halverson
- Tisha French (VF : Anne Mathot) : Mme Halverson
- Peter Gvozdas (VF : Fabien Jacquelin) : Dr Peter Buynak
- Tom Yi : M. Cali

Source et légende : Version française (VF) sur RS Doublage et sur AlloDoublage et Version québécoise (VQ) sur Doublage Québec

## Accueil

### Promotion
Avant sa sortie nationale, le film a été diffusé en avant-première le 2 mai 2013 au festival du film d'horreur de Stanley qui se déroule dans l'Estes Park en Californie, où il était le film d'inauguration.

### Accueil critique
Le film reçoit généralement des critiques mitigées. Sur le site agrégateur de critiques Rotten Tomatoes, il obtient un score de 40 % de critiques positives, avec une note moyenne de 5.2⁄10 sur la base de 64 critiques positives et 95 négatives. Le consensus critique établi par le site résume que le film est un mélange d'allégorie sociale et de thriller d'intrusion mais qu'il n'arrive pas à offrir un point de vue intelligent à cause de sa violence et ses clichés.
Sur Metacritic, il obtient un score de 41⁄100 sur la base de 33 critiques.

### Box-office
| Pays ou région        | Box-office      | Date d'arrêt du box-office | Nombre de semaines |
| --------------------- | --------------- | -------------------------- | ------------------ |
| États-Unis Canada     | 64 473 115 $    | 8 août 2013                | 9                  |
| France                | 367 136 entrées | 17 septembre 2013          | 6                  |
| Monde hors États-Unis | 24 855 512 $    | 10 novembre 2013           | -                  |
| Total mondial         | 89 328 627 $    | {{{date total}}}           | -                  |